# 恵民県
恵民県（けいみん-けん）は中華人民共和国山東省浜州市に位置する県。

## 行政区画
- 街道:孫武街道、何坊街道
- 鎮:石廟鎮、桑落墅鎮、淄角鎮、胡集鎮、李荘鎮、麻店鎮、魏集鎮、清河鎮、姜楼鎮、辛店鎮、大年陳鎮、皂戸李鎮

## 名所
- 魏氏荘園
- 孫子故園、孫子兵法城